# Couvent des Carmes déchaussés de Liège

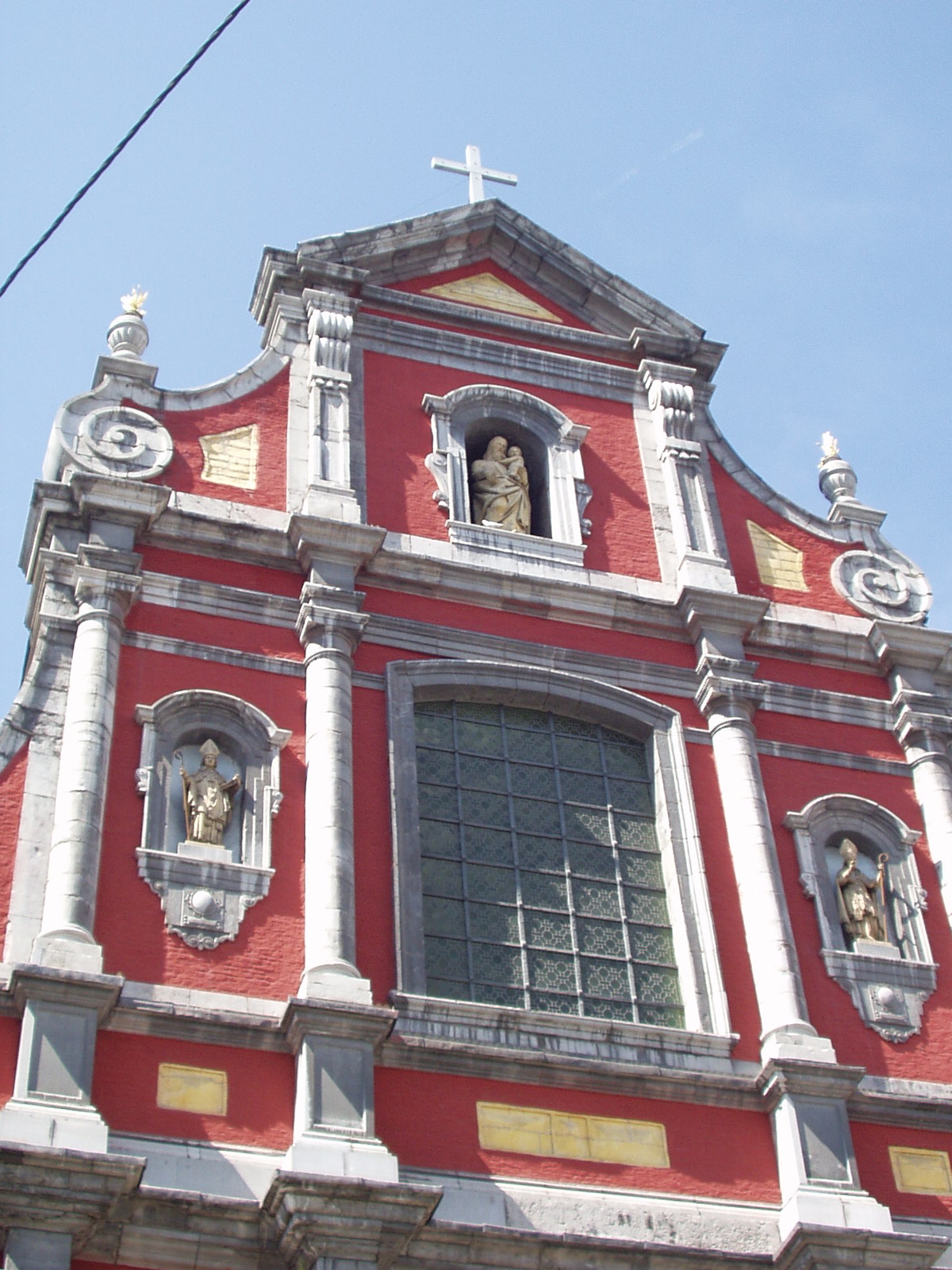
Façade de l'église du couvent des Carmes déchaussés de Liège, appelée maintenant Saint-Gérard

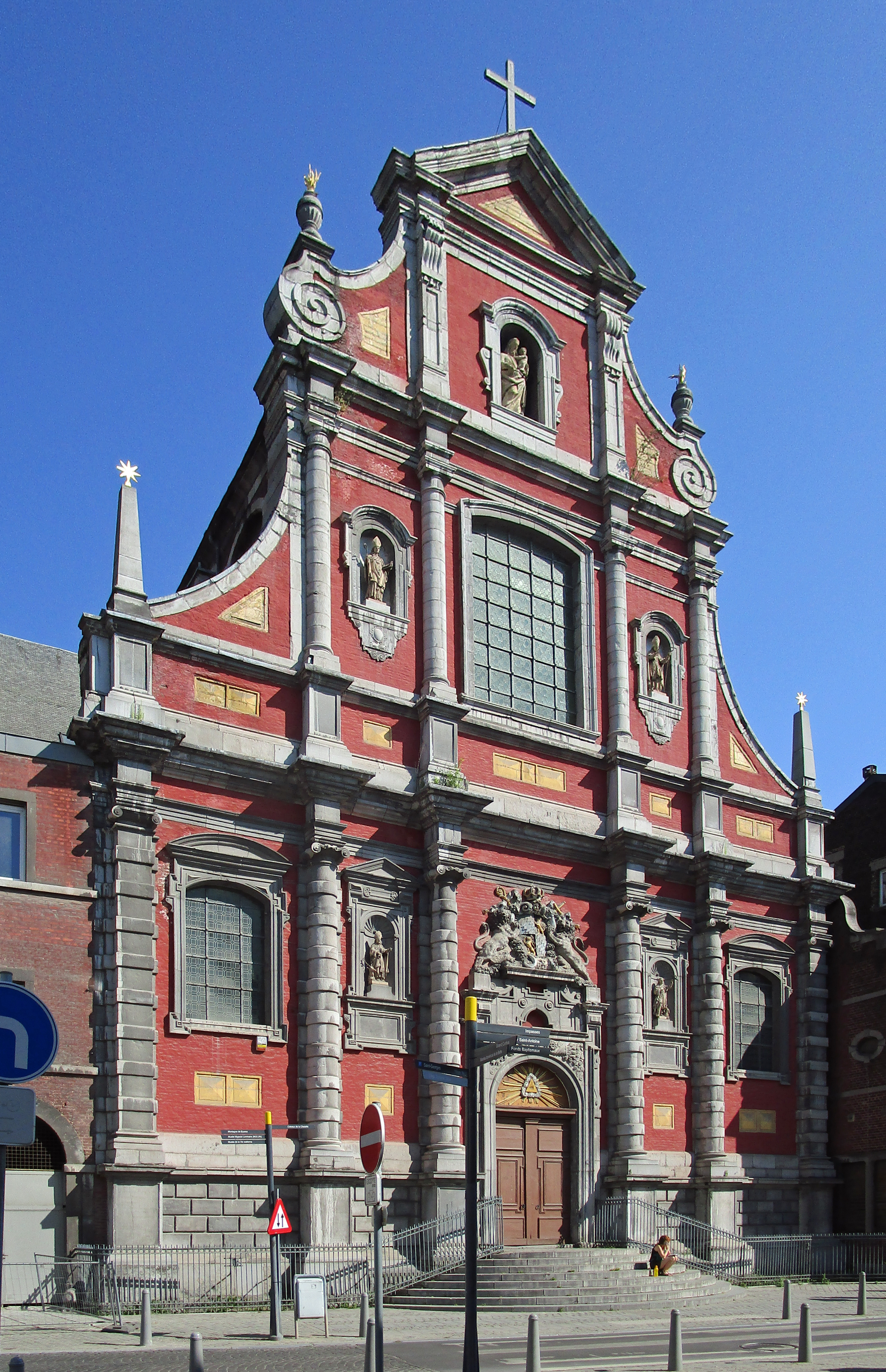
Vue générale de la façade

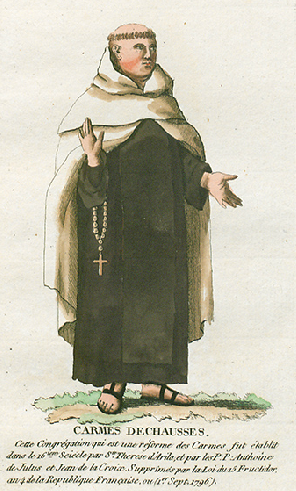
Carmes déchaussés

Le couvent des Carmes déchaussés s'établit en Hors-Château à Liège (Belgique) dès 1617 aidé par le comte Jacques de Bellejoyeuse. Leur église est achevée en 1654 après quelques péripéties. 
À la Révolution, un père Carme le rachète et les religieux achèvent leur existence dans le couvent qui, plus tard, est vendu à M. de Sélys. L'église va servir de magasin général pour l'armée. L'église et l'Hôtel de Sélys attenant deviennent en 1838 la propriété des Pères Rédemptoristes qui la rendent au culte et la placent sous le vocable de Église Notre-Dame-de-l'Immaculée-Conception. Elle est ensuite consacrée à saint Gérard. Elle est vendue à la ville en 1964. 
C'est actuellement un des bâtiments de l'école d'hôtellerie de la Ville de Liège.

## Historique

### Origine
Les Carmes, qui suivait la règle des Carmes déchaussés, en wallon Cårmulins, viennent s'établir dans la rue Hors-Château en 1617, en même temps que les Pères Minimes, sur un vaste terrain joignant à la maison du bourgmestre de Liège Michel (de) Sélys. Le comte Jacques de Bellejoyeuse contribua dans leurs frais d'établissement pour une somme de 9 000 florins. 
En 1637, ils sont obligés de quitter la ville de Liège, la rumeur les accusant d'avoir trempé dans le meurtre du bourgmestre Sébastien La Ruelle. La peuple liégeois, exaspérée par ce meurtre et apprenant les soupçons qui planaient sur les Carmes, se précipite et pille le couvent. Le conseil de la commune leur laisse six semaines pour prouver qu'ils n'ont participé en aucune manière au meurtre du bourgmestre, ce que n'ayant pu faire, ils sont forcés, par ordre du conseil de la commune, de quitter la ville de Liège, le 2 juin 1637. Ils n'obtinrent la permission de rentrer dans la cité qu'après la paix fourrée, en 1640, et ce n'est qu'alors qu'ils achevèrent leur couvent et mirent la dernière main aux travaux de leur église. 
Leur église est enfin achevée en 1654. 
Les tableaux qui en décoraient les murs, les riches autels de marbre, le tabernacle, chef-d'œuvre de Jean Del Cour, tout cela a disparu

### Vente à la Révolution française
Des commissaires se rendirent au couvent des Carmes, le 21 brumaire, an V, pour y dresser les états de séquestre de leurs biens. Le procès-verbal de cette opérations fut signé par seize membres du couvent, mais avec la restriction suivante: 
En signant cet inventaire, nous n'entendons pas acquiescer ni directement ni indirectement à notre suppression; au contraire, nous réclamons contre, en vertu de la loi qui garantit la liberté du culte et l'inviolabilité des propriétés, voulant vivre et mourir dans notre état, et conformément à nos statuts...
Il fut passé outre de cette protestation et le couvent des Carmes déchaussés fut déclaré 'bien national', et mis en vente en vertu de la loi du 16 brumaire an V.
Le 1er ventôse an V (19 février 1797), leur couvent d'une surface d'un bonnier, 11 verges grandes et 15 1/2 petites fut vendu 61 883 livres 10 sols à un ex-carme. Il paya en bons délivrés aux membres des corporations religieuses pour leur tenir lieu de pensions de retraite.

### Fin du couvent des Carmes déchaussés
La plupart des pères carmes achevèrent leur existence dans le couvent qui, plus tard, fut vendu à Mr de Sélys. 
L'église, pendant les différents gouvernements qui se sont succédé en Belgique, servit constamment de magasin général pour l'armée; on y plaça tour à tour des objets d'armement, des vivres, des fourrages.

#### L'église
L'église et l'Hôtel de Sélys attenant devient en 1838 la propriété des Pères Rédemptoristes qui la rende au culte et la placent sous le vocable de Église Notre-Dame-de-l'Immaculée-Conception.